# Cristina Campuzano
Cristina Campuzano Otero (Bogotá, 16 de enero de 1975), es una actriz colombiana de teatro, cine y televisión. 
Nació en Bogotá y estudió actuación en Nueva York en el Lee Strasberg Theatre and Film Institute. Es hija del gran arquitecto colombiano Carlitos Campuzano.

## Filmografía

### Televisión
| Año       | Título                              | Personaje                                 | Canal              |
| --------- | ----------------------------------- | ----------------------------------------- | ------------------ |
| 2025      | Delirio                             | Sofia Portulinus                          | Netflix            |
| 2024      | Rojo carmesí                        | Catalina Carrasco                         | Canal RCN          |
| 2021-2022 | La nieta elegida                    | Olivia de Grosso / de Alvarado            | Canal RCN          |
| 2020      | Operación Pacifico                  | Teniente Hilda Paredes                    | Telemundo          |
| 2018      | Tres Milagros                       | Reina Delgadillo                          | Azteca Uno         |
| 2018      | Garzón                              | Victoria Robledo                          | Canal RCN          |
| 2017      | Venganza                            | Abogada Marcela Noreña                    | Canal RCN          |
| 2017      | La piloto                           | Teresa                                    | Univision          |
| 2016      | La niña                             | Dra. Constanza 'Connie' Duque             | Caracol Televisión |
| 2015-2016 | Las santísimas                      | Mariana Pabón                             | Canal RCN          |
| 2015      | Esmeraldas                          | Alicia Bejarano                           | Caracol Televisión |
| 2013      | La hipocondríaca                    | Camila Santos                             | Caracol Televisión |
| 2013      | Allá te espero                      | Amelia Patiño                             | Canal RCN          |
| 2011-2012 | Correo de inocentes                 | Cristina Cadena                           | Canal RCN          |
| 2010      | Operación Jaque                     | Clara Rojas                               | Caracol Televisión |
| 2010      | Los caballeros las prefieren brutas | Sandra Eichmann                           | Caracol Televisión |
| 2008-2009 | El último matrimonio feliz          | Paulina Flores                            | Canal RCN          |
| 2008      | Mujeres asesinas                    | Nora (Martha, la madre)                   | Canal RCN          |
| 2007      | Tiempo final                        | Susy (Cap. "Doble Vida")                  | Canal Fox          |
| 2007      | Sin retorno                         | Lucía (Cap. "La Muerte Comienza en Casa") | Canal RCN          |
| 2006-2007 | Las profesionales, a su servicio    |                                           | Caracol Televisión |
| 2006-2007 | La ex                               | Elsa De La Fuente                         | Caracol Televisión |
| 2004-2005 | Dora, la celadora                   | Patricia                                  | Caracol Televisión |
| 2004      | Mesa para tres                      | Calixta Daza                              | Caracol Televisión |
| 2003-2004 | El auténtico Rodrigo Leal           | Diana Patiño De Rey                       | Caracol Televisión |
| 2001-2002 | El inútil                           | Ximena "La Cochina"                       | Canal RCN          |
| 2001      | Francisco el Matemático             | Carolina Pérez                            | Canal RCN          |

## Reality
| Año  | Título               | Participación |
| ---- | -------------------- | ------------- |
| 2022 | MasterChef Celebrity | Participante  |

## Cine
| Año  | Título                | Personaje       | Notas          |
| ---- | --------------------- | --------------- | -------------- |
| 2016 | Rebel Pope            | Alicia Oliveira |                |
| 2011 | La justa medida       | Tatiana         | Protagonista   |
| 2011 | Praga                 | Margarita       | Cortometraje   |
| 2011 | Poker                 | Violetta        |                |
| 2008 | Chance                |                 |                |
| 2007 | Esto huele mal        | Elena           | Reparto        |
| 2006 | Martinis al atardecer | Camila Santos   | Coprotagonista |

## Teatro
- El divorcio de Eros

## Premios y nominaciones

### Premios India Catalina
| Año  | Categoría                                     | Telenovela O Serie  | Resultado |
| ---- | --------------------------------------------- | ------------------- | --------- |
| 2012 | Mejor actriz antagónica de telenovela o serie | Correo de inocentes | Ganadora  |

### Premios TvYNovelas
| Año  | Categoría                        | Telenovela O Serie | Resultado |
| ---- | -------------------------------- | ------------------ | --------- |
| 2011 | Mejor actriz de reparto de serie | Operación Jaque    | Nominada  |

## [5]Referencias
1. ↑  «Estos son los actores y personajes que dan vida a la serie colombiana “Delirio” de Netflix». El Comercio Perú. 16 de julio de 2025. Consultado el 20 de julio de 2025.
2. ↑  Luna, Jhon (15 de abril de 2024). «'Rojo Carmesí', elenco: ¿quiénes actúan en la nueva novela de RCN que reemplazará a 'Rigo'?». larepublica.pe. Consultado el 19 de abril de 2024.
3. ↑  canalrcn.com (27 de septiembre de 2021). «La Nieta Elegida: Hoy gran estreno de esta producción donde el misterio y el suspenso reinarán». La Nieta Elegida: Hoy gran estreno de esta producción donde el misterio y el suspenso reinarán (en inglés). Consultado el 27 de septiembre de 2021.
4. ↑  canalrcn.com (6 de febrero de 2022). «Cristina Campuzano y Carlos Báez, la pareja de La nieta elegida que saltó a MasterChef Celebrity». Cristina Campuzano y Carlos Báez, la pareja de La nieta elegida que saltó a MasterChef Celebrity. Consultado el 14 de febrero de 2022.
5. ↑  Montaño, Johan Andrés Castro (5 de julio de 2022). «Cristina Campuzano: Curiosidades sobre su vida, matrimonio y Roberto Cano | La FM». www.lafm.com.co. Consultado el 10 de junio de 2024.

- Datos: Q5791435